# بون جيوس
بون جيوس ، بالعربية للعصير الجيد ، هي مجموعة من المشروبات المنتجة في لبنان من قبل إنتر براند ش. م. ل. ، بموجب ترخيص من شركة فروت فروت جيوس لبنان. تشتهر صناديق عصير بون جيوس تيترا باك بأشكالها الرباعية الشكل الهرمية ثلاثية الأبعاد ، ويأتي Bonjus بمجموعة متنوعة من النكهات.